# Commission Prodi
La commission Prodi est la commission européenne entre le 16 septembre 1999 et le 21 novembre 2004. Elle est dirigée par l'ancien président du Conseil des ministres d'Italie Romano Prodi.

## Formation

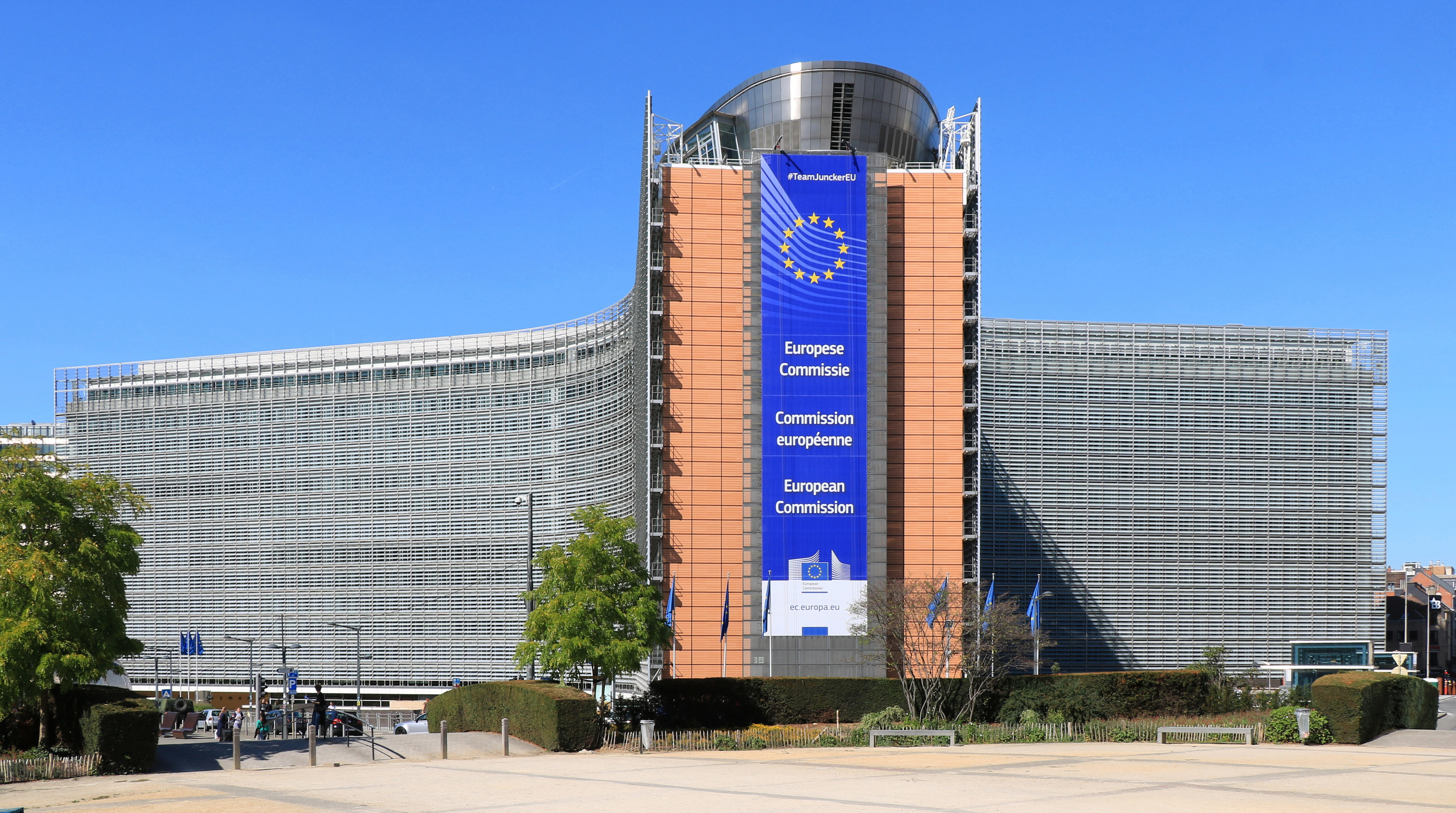
Siège de la Commission européenne à Bruxelles (bâtiment Berlaymont).

À la suite de la démission du controversé Jacques Santer et de sa commission, le Conseil européen choisit le social-démocrate chrétien italien Romano Prodi, renversé par un vote au Parlement italien dix mois auparavant, comme nouveau président de la Commission.
Celui-ci constitue un collège de dix-neuf commissaires, dont deux pour les « grands pays » que sont l'Allemagne, l'Espagne, la France, l'Italie et le Royaume-Uni. Il comprend 25 % de femmes tout comme, pour la première fois, un commissaire écologiste, l'Allemande Michaele Schreyer.
Le 1er mai 2004, dix pays intègrent l'Union européenne. Leurs commissaires sont alors « jumelés » avec un commissaire déjà en fonction et non affectés à des portefeuilles nouvellement créés.
La commission Barroso I lui succède six mois plus tard, le 21 novembre 2004.

## Composition

### Initiale (16 septembre 1999)
| Portefeuille(s) À défaut, titre au sein de la Commission                                | État membre | Commissaire | Commissaire                                | Parti politique                           |
| --------------------------------------------------------------------------------------- | ----------- | ----------- | ------------------------------------------ | ----------------------------------------- |
| Président                                                                               | Italie      |             | Romano Prodi                               | Parti populaire italien, La Marguerite    |
| Vice-président, chargé de la Réforme administrative                                     | Royaume-Uni |             | Neil Kinnock                               | Labour Party                              |
| Vice-présidente, chargée des Relations avec le Parlement européen Transports et Énergie | Espagne     |             | Loyola de Palacio                          | Partido Popular                           |
| Politique régionale                                                                     | France      |             | Michel Barnier Jacques Barrot (31/03/2004) | Rassemblement pour la République          |
| Marché intérieur, Fiscalité et Union douanière                                          | Pays-Bas    |             | Frits Bolkestein                           | Volkspartij voor Vrijheid en Democratie   |
| Recherche                                                                               | Belgique    |             | Philippe Busquin                           | Parti socialiste                          |
| Santé et Protection des consommateurs                                                   | Irlande     |             | David Byrne                                | Fianna Fáil                               |
| Emploi et Affaires sociales                                                             | Grèce       |             | Ánna Diamantopoúlou                        | Πανελλήνιο Σοσιαλιστικό Κίνημα            |
| Emploi et Affaires sociales                                                             | Grèce       |             | Stávros Dímas (07/03/2004)                 | Νέα Δημοκρατία                            |
| Agriculture, Développement rural et Pêche                                               | Autriche    |             | Franz Fischler                             | Österreichische Volkspartei               |
| Commerce                                                                                | France      |             | Pascal Lamy                                | Parti socialiste                          |
| Entreprises et Société de l’information                                                 | Finlande    |             | Erkki Liikanen                             | Suomen Sosialidemokraattinen Puolue       |
| Affaires économiques et monétaires                                                      | Espagne     |             | Pedro Solbes Joaquín Almunia (18/04/2004)  | Partido Socialista Obrero Español         |
| Concurrence                                                                             | Italie      |             | Mario Monti                                | Aucun                                     |
| Développement et Aide humanitaire                                                       | Danemark    |             | Poul Nielson                               | Socialdemokratiet                         |
| Relations extérieures                                                                   | Royaume-Uni |             | Chris Patten                               | Conservative Party                        |
| Culture et Éducation                                                                    | Luxembourg  |             | Viviane Reding                             | Chrëschtlech Sozial Vollekspartei         |
| Budget                                                                                  | Allemagne   |             | Michaele Schreyer                          | Bündnis 90/Die Grünen                     |
| Élargissement                                                                           | Allemagne   |             | Günter Verheugen                           | Sozialdemokratische Partei Deutschlands   |
| Justice et Affaires intérieures                                                         | Portugal    |             | António Vitorino                           | Partido Socialista                        |
| Environnement                                                                           | Suède       |             | Margot Wallström                           | Sveriges socialdemokratiska arbetareparti |

### Remaniement du1ermai 2004
| Portefeuille(s) À défaut, titre au sein de la Commission                                | État membre        | Commissaire | Commissaire               | Parti politique                           |
| --------------------------------------------------------------------------------------- | ------------------ | ----------- | ------------------------- | ----------------------------------------- |
| Président                                                                               | Italie             |             | Romano Prodi              | L'Ulivo                                   |
| Vice-président, chargé de la Réforme administrative                                     | Royaume-Uni        |             | Neil Kinnock              | Labour Party                              |
| Vice-présidente, chargée des Relations avec le Parlement européen Transports et Énergie | Espagne            |             | Loyola de Palacio         | Partido Popular                           |
| Politique régionale                                                                     | France             |             | Jacques Barrot            | Union pour un mouvement populaire         |
| Politique régionale                                                                     | Hongrie            |             | Péter Balázs              | Aucun                                     |
| Marché intérieur, Fiscalité et Union douanière                                          | Pays-Bas           |             | Frits Bolkestein          | Volkspartij voor Vrijheid en Democratie   |
| Recherche                                                                               | Belgique           |             | Philippe Busquin          | Parti socialiste                          |
| Recherche                                                                               | Belgique           |             | Louis Michel (11/06/2004) | Mouvement réformateur                     |
| Santé et Protection des consommateurs                                                   | Irlande            |             | David Byrne               | Fianna Fáil                               |
| Santé et Protection des consommateurs                                                   | République tchèque |             | Pavel Telička             | Aucun                                     |
| Emploi et Affaires sociales                                                             | Grèce              |             | Stávros Dímas             | Νέα Δημοκρατία                            |
| Agriculture, Développement rural et Pêche                                               | Autriche           |             | Franz Fischler            | Österreichische Volkspartei               |
| Agriculture, Développement rural et Pêche                                               | Lettonie           |             | Sandra Kalniete           | Aucun                                     |
| Commerce                                                                                | France             |             | Pascal Lamy               | Parti socialiste                          |
| Commerce                                                                                | Pologne            |             | Danuta Hübner             | Sojusz Lewicy Demokratycznej              |
| Entreprises et Société de l’information                                                 | Finlande           |             | Erkki Liikanen            | Suomen Sosialidemokraattinen Puolue       |
| Entreprises et Société de l’information                                                 | Finlande           |             | Olli Rehn (12/07/2004)    | Suomen Keskusta                           |
| Entreprises et Société de l’information                                                 | Slovaquie          |             | Ján Figeľ                 | Kresťanskodemokratické hnutie             |
| Affaires économiques et monétaires                                                      | Espagne            |             | Joaquín Almunia           | Partido Socialista Obrero Español         |
| Affaires économiques et monétaires                                                      | Estonie            |             | Siim Kallas               | Eesti Reformierakond                      |
| Concurrence                                                                             | Italie             |             | Mario Monti               | Aucun                                     |
| Développement et Aide humanitaire                                                       | Danemark           |             | Poul Nielson              | Socialdemokratiet                         |
| Développement et Aide humanitaire                                                       | Malte              |             | Joe Borg                  | Partit Nazzjonalista                      |
| Relations extérieures                                                                   | Royaume-Uni        |             | Chris Patten              | Conservative Party                        |
| Culture et Éducation                                                                    | Luxembourg         |             | Viviane Reding            | Chrëschtlech Sozial Vollekspartei         |
| Culture et Éducation                                                                    | Lituanie           |             | Dalia Grybauskaitė        | Aucun                                     |
| Budget                                                                                  | Allemagne          |             | Michaele Schreyer         | Bündnis 90/Die Grünen                     |
| Budget                                                                                  | Chypre             |             | Márkos Kyprianoú          | Δημοκρατικό Κόμμα                         |
| Élargissement                                                                           | Allemagne          |             | Günter Verheugen          | Sozialdemokratische Partei Deutschlands   |
| Élargissement                                                                           | Slovénie           |             | Janez Potočnik            | Liberalna demokracija Slovenije           |
| Justice et Affaires intérieures                                                         | Portugal           |             | António Vitorino          | Partido Socialista                        |
| Environnement                                                                           | Suède              |             | Margot Wallström          | Sveriges socialdemokratiska arbetareparti |

### Code-couleur
La couleur indique l'orientation politique selon la répartition suivante :
| issus de partis membres du PPE-DE           |
| issus de partis membres du PSE              |
| issus de partis membres de l'ELDR           |
| issue d'un parti membre des Verts européens |
| autre / inconnu                             |

## Compléments